# 凌志慧
凌志慧（英文：Lisa J. Ling，1973年8月30日—）是一名华裔美籍記者。

## 生平
其妹妹為記者凌志美。18歲時加入調頻一新聞，成為記者和新聞主播。她多次以戰地記者身份，赴伊拉克和阿富汗採訪。工作之餘報考了南加州大學。
其主持的報導和拍攝的紀錄片，如《前進北韓》等，獲得多個獎項。

## 外部連結
凌志慧在互联网电影资料库（IMDb）上的資料（英文）